# Wiązówka (Dąbrowa Białostocka)
Pour les articles homonymes, voir Wiązówka.
Wiązówka est un village de Pologne, situé dans la gmina de Dąbrowa Białostocka, dans le Powiat de Sokółka, dans la voïvodie de Podlachie.

## Source
- (en) Cet article est partiellement ou en totalité issu de l’article de Wikipédia en anglais intitulé « Wiązówka, Podlaskie Voivodeship » (voir la liste des auteurs).